# Randenraedt
Randenraedt was een adellijk geslacht dat zijn naam ontleende aan het Duitse stadje Randerath, dat in de middeleeuwen deel uitmaakte van het hertogdom Gulik. De heren van Randenraedt werden al in de elfde eeuw genoemd in de overgeleverde bronnen.
In de zestiende eeuw dook de familienaam op in de Landen van Overmaas in het huidige Zuid-Limburg. Diverse familieleden vervulden bestuurlijke functies. Cornelis van Randenraedt was schout van Schinnen omstreeks 1600. Diens zoon Frederik volgde hem op in 1622 en was later, tot zijn dood omstreeks 1648, luitenant-drossaard van Valkenburg. Een tweede zoon, Adam, was in 1625-1626 Brabants burgemeester van Maastricht. Laatstgenoemde was een vermogend man en bouwde het nog bestaande versterkte Huis Ten Dijcken tussen Schinnen en Spaubeek.
In het noorden van Limburg ontstond een tweede tak, die begon met Hendrik van Randenraedt, een broer van de eerder genoemde Cornelis. Deze was van 1570 tot 1627 schout van Geijsteren. Een zoon van deze, Cornelis, was van 1613 tot 1643 raadsheer van het Hof van Gelder te Roermond. Een zoon uit een tweede huwelijk, eveneens Cornelis geheten, was tussen 1633 en 1650 schout van het graafschap Horn.
Het bekendste lid van deze familie is wellicht Joanna van Randenraedt (Brussel, 1610 – Roermond, 1684), een dochter van de genoemde raadsheer van het Hof van Gelre. Als 'geestelijke dochter' bleef zij ongehuwd, en leidde een zodanig deugdzaam leven dat zij in Roermond als een heilige werd vereerd. Haar negentiende-eeuwse grafmonument is een van de bezienswaardigheden in de kathedraal van Roermond.
De familie is in de loop van de achttiende eeuw uitgestorven.